# Ice stock sport
Ice stock sport, também conhecido como Curling bávaro, é um esporte de inverno. Em alemão, é conhecido como Eisstockschießen.

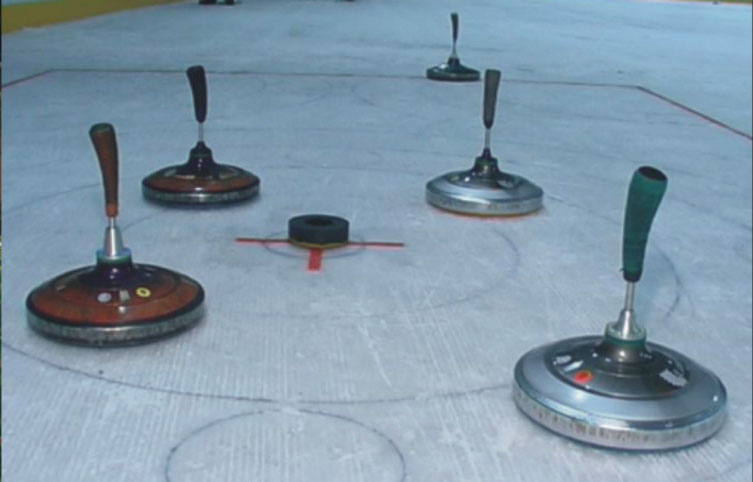
Ice stock

Também conhecido como eisstock (em alemão:  eisstockschiessen) é um desporto de inverno com vários pontos comuns ao curling, sendo considerado como a petanca no gelo, mas também pode ser praticado no verão. A primeira referência à sua prática surge no quadro do século XVI do pintor flamenco Pieter Brueghel.

## História

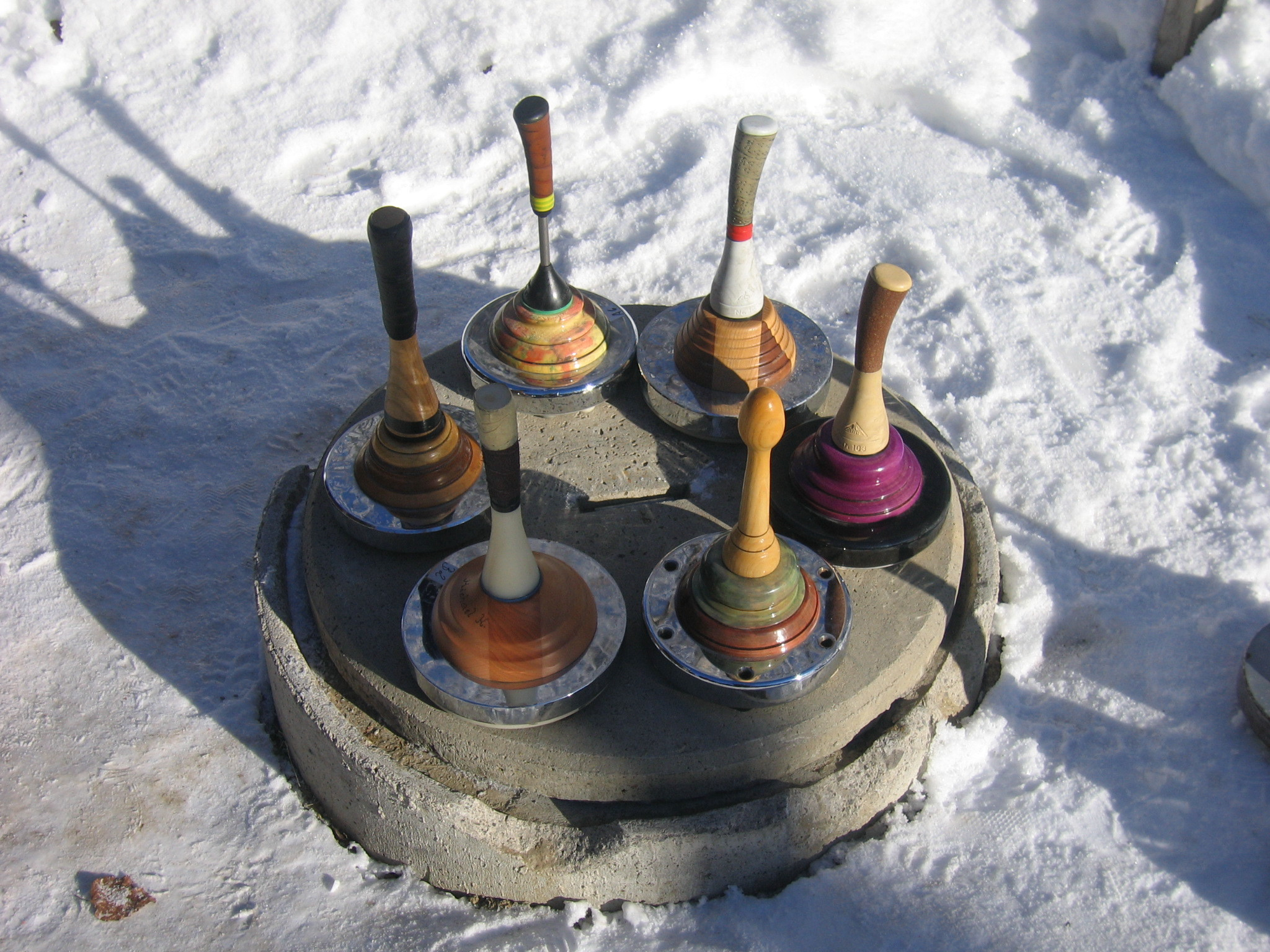

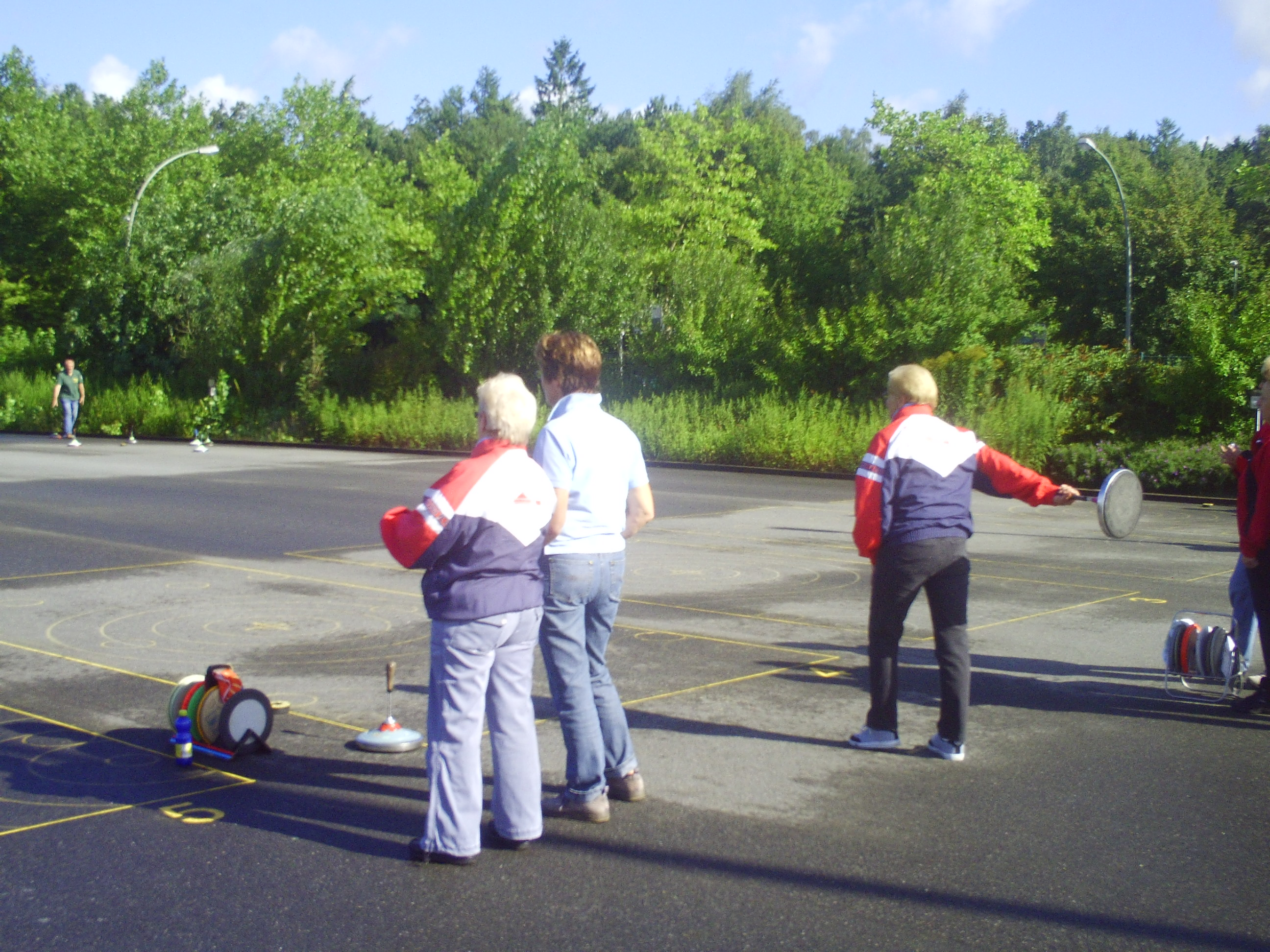
Ice stock jogado no verão

Concorrentes estoques deslizam sobre uma superfície de gelo, apontando para um alvo, ou para cobrir a maior distância. Os estoques têm uma superfície de deslizamento, para a qual um pedaço de pau, de cerca de 30 cm é anexado. O esporte, principalmente praticado no sul da Alemanha e Áustria, foi apresentado como demonstração nos Jogos Olímpicos de Inverno em duas ocasiões. Embora seja tradicionalmente praticado no gelo, os eventos também são realizadas no verão.
Embora a sua prática seja provavelmente muito mais velha, há registros de que a primeira prova ocorreu por causa de uma pintura do século XVI do flamenco Pieter Brueghel. A organização do esporte só aconteceria na década de 1930. A federação alemã foi criada em 1934 e os campeonatos foram estabelecidos dois anos depois.
Trata-se de um desporto tradicional praticado nos países alpinos como a Alemanha, a Áustria e a Suíça, e pouco conhecido fora da região.
Já o Campeonato europeu foi realizado pela primeira vez, em 1951, e os Campeonatos Mundiais foram realizados pela primeira vez em 1983, após a Federação Internacional Ice stock Sport (IFE) ter sido estabelecida.
Há várias regras do desporto, às quais só tiro ao alvo e tiro à distância costumam ser realizados em campeonatos internacionais.
No tiro ao alvo duas equipes de três ou quatro jogadores cada se revezam em apontar para um alvo, o chamado Daube, normalmente uma bola feita em borracha com 12 cm de diâmetro. O jogadores dispõem de discos denominados Eisstöcke, com uma peça de 30 cm e pesando cerca de 4,3 kg. O objetivo é o de lançar esses discos para ficarem o mais perto possível do alvo e os pontos são obtidos por quem fica mais próximo do Daube após todos os quatro jogadores realizarem seus arremessos. No tiro à distância, o objetivo é simplesmente fazer deslizar a pedra de gelo na maior distância possível.
Na Itália, o stock sport é praticado quase exclusivamente no Trentino-Alto Ádige. O esporte é representado pelo departamento de stock sport, afiliado à FISG.
Foi desporto de demonstração nos Jogos Olímpicos de Inverno de 1936, em Garmisch-Partenkirchen, e nos Jogos Olímpicos de Inverno de 1964, em Innsbruck.